# Station Mâcon-Ville
Station Mâcon-Ville is een spoorwegstation in de Franse stad Mâcon.

## Treindienst
| Serie    | Treinsoort | Route | Bijzonderheden                                                                             |
| -------- | ---------- | --- | ------------------------------------------------------------------------------------------ |
| TGV 6400 | TGV (SNCF) | Paris-Lyon – Mâcon-Ville – Bourg-en-Bresse – Aix-les-Bains-Le Revard – Chambéry-Challes-les-Eaux – Albertville – Moutiers-Salins-Brides-les-Bains – Aime-La Plagne – Landry – Bourg-Saint-Maurice | Een trein via Mâcon, Bourg-en-Bresse en Aix-les-Bains                                      |
| TGV 9800 | TGV (SNCF) | [ Luxemburg – Thionville – Metz-Ville – Strasbourg-Ville – Mulhouse-Ville – Belfort-Montbéliard TGV – Besançon Franche-Comté TGV – Dijon-Ville – Mâcon-Ville – ] / [ Brussel-Zuid – Lille-Europe – Arras – TGV Haute-Picardie – Aéroport Charles-de-Gaulle 2 TGV – [ Champagne-Ardenne TGV – Meuse TGV – Lorraine TGV – Strasbourg-Ville ] / [ Marne-la-Vallée - Chessy – [ Massy TGV – Le Mans – [ Laval – Rennes ] / [ Angers-Saint-Laud – Nantes ] ] / [ Creusot TGV – ] Lyon-Part-Dieu – [ Avignon TGV – Marseille Saint-Charles ] / [ Montpellier-Saint-Roch – Perpignan ] ] | Dagelijkse verbinding met Montpellier en Marseille. Perpignan - Brussel tweemaal per week. |